# Emetträsket
Emetträsket (IPA: ['ɛmɛt-]) är en sjö invid Riksväg 13 och Emet i Nedervetil, Kronoby kommun, Österbotten, Finland. På äldre kartor heter sjön Emetträsk och på Lantmäteriverkets nuvarande grundkarta Emmetträsket. Sjön avrinner från norra delen genom Kvarnbäcken och Perho å till Trullöfjärden i Bottniska viken. Sjön  ingår i Perho å huvudavrinningsområde.  I sjön finns öarna Ratholmen och Storholmen.
Invid sjön på den sydvästra sidan finns en folkpark med tillhörande danspaviljong.